# Бир, Мэдисон
Мэдисон Эль Бир (англ. Madison Elle Beer; род. 5 марта 1999, Джерико, Нью-Йорк, США) — американская певица. В 2013 году она выпустила свой первый сингл «Melodies». В 2018 году вышел дебютный мини-альбом As She Pleases.
Бир подписала контракт с Epic Records в 2019 году. В 2021 году она выпустила дебютный студийный альбом Life Support. Выходу пластинки предшествовал сингл «Selfish», получивший платиновую сертификацию RIAA. Второй студийный альбом Silence Between Songs был выпущен в 2023 году.

## Ранние годы
Мэдисон Эль Бир родилась 5 марта 1999 года в Джерико, штат Нью-Йорк, в еврейской семье. Её отец, Роберт Бир, является девелопером недвижимости, а её мать, Трейси Бир ― дизайнер интерьера. У неё есть младший брат по имени Райдер. В 2012 году Бир отпраздновала бар-мицву.

## Карьера
С 13 лет начала записывать и выкладывать видео с каверами на известные синглы через YouTube. В июле 2012 года творчество Бир заметил известный певец Джастин Бибер. Со временем она заключила контракт с лейблом Island Def Jam.
Бир сотрудничала с «Монстер Хай» и записала тематическую песню для франшизы под названием «We Are Monster High». В феврале 2013 года Коди Симпсон переиздал свою песню «Valentine» с Бир, которая транслировалась на радио Disney. 12 сентября 2013 года Мэдисон выпустила свой дебютный сингл под названием «Melodies», которая была написана Питером Келлехером, Беном Коном, Томасом Барнсом и Иной Вролдсен.
17 июня 2014 года был выпущен второй сингл «Unbreakable». 16 февраля 2015 года объявлено, что Бир примет участие в записи нового сингла DJs Mako под названием «I Won’t Let You Walk Away». Песня была выпущена 24 февраля 2015 года вместе с музыкальным видео. Она достигла 43 строчки в чарте Hot Dance/Electronic Songs, 33 строчке в Dance/Electronic Digital Songs и 19 строчки в Dance / Mix Show AirPlay.
Бир приняла участие в показе Dolce & Gabbana во время Миланской Недели моды осень/зима 2017/18 26 февраля 2017 года в Милане, Италия. 2 февраля 2018 года был выпущен её первый мини-альбомом As She Pleases. 19 мая 2017 года вышел сингл «Dead».
10 марта 2018 года «Home with You» была выпущена как третий сингл с альбома. В августе 2018 года трек достиг 21-го места в чарте Billboard Mainstream Top 40. 2 августа певица выступила на фестивале Lollapalooza в Чикаго. Компания Riot Games выпустила трек «Pop/Stars» 3 ноября 2018 года. Эту песню исполняют Бир, Миён и Соён из (G)I-DLE, а также Джейра Бёрнс в качестве виртуальной K-pop группы K/DA. Композиция была заглавной темой онлайн-игры League of Legends вплоть до конца 2018 года. 9 ноября Бир выпустила «Hurts Like Hell» при участии американского рэпера Offset.
Бир участвовала в песне «All Day and Night» диджеев Jax Jones и Martin Solveig. Она вышла 28 марта 2019 года. 17 мая Бир выпустила сингл «Dear Society». Песня стала ведущим синглом с её дебютного студийного альбома Life Support, который был выпущен в том же году.
9 августа Бир объявила, что подписала контракт с Epic Records.
4 июня 2021 года Бир выпустила песню «Reckless», что ставший лид-синглом к её второму альбому.
26 августа 2022 года Мэдисон выпустила трек «Dangerous» вместе с видеоклипом. 14 октября того же года вышел сингл под названием «Showed Me (How I Fell In Love With You)». 2 июня 2023 года представила песню «Home To Another One».
15 сентября 2023 года состоялся релиз второго студийного альбома Silence Between Songs, который занял 86 строчку в чарте Billboard 200.

## Личная жизнь
Бир бисексуальна. Мэдисон была в отношениях с Джеком Гилински из дуэта Jack & Jack с 2015 по 2017 год. Она некоторое время встречалась с Бруклином Бекхэмом после разрыва с Гилинским. С конца 2017 по начало 2019 года она периодически встречалась с Заком Биа.
Бир публично заявляла о проблемах с психическим здоровьем. Она занималась членовредительством, ей поставили диагноз пограничное расстройство личности (ПРЛ). Когда Мэдисон было 15 лет, в сеть просочились её интимные видео. Этот инцидент, напомнивший певице о сексуальном насилии, которое она пережила в детстве, способствовал развитию посттравматического стрессового расстройства (ПТСР) и двойной попытке самоубийства.
Сходила на свидание с Ноланом в новом видео Мистера Биста 

## Дискография
Студийные альбомы
- Life Support (2021)
- Silence Between Songs[англ.] (2023)

Мини-альбомы
- As She Pleases (2018)

## Фильмография
| Год  | Название                            | Роль        | Примечания                |
| ---- | ----------------------------------- | ----------- | ------------------------- |
| 2013 | Громче слов                         | Эми         | Фильм                     |
| 2015 | Todrick                             | Венди       | Эпизод: «Peter Perry»     |
| 2016 | Hollywood Medium With Tyler Henry   | Камео       | Гостевое участие          |
| 2019 | Ррржжжжака                          | Камео       | Гостевое участие          |
| 2020 | RuPaul's Secret Celebrity Drag Race | Участница   | Эпизод 4                  |
| 2020 | RuPaul's Drag Race All Stars        | Гость-судья | Эпизод: «I'm In Love!»    |
| 2023 | С добрым мифическим утром           | Гость       | Эпизод: «Will it Cannoli» |

## Туры
Хедлайнер
- As She Pleases Tour (2018)
- Life Support Tour (2021-2022)
- The Spinnin Tour[англ.] (2024)